# Joseph Risso
Joseph Michel Risso (Cadolive, 23 gennaio 1920 – Cadolive, 24 novembre 2005) è stato un generale e aviatore francese, asso dell'aviazione nel corso della seconda guerra mondiale con 11 vittorie aeree accertate e quattro probabili, ottenute in 600 missioni.

## Biografia
Nacque il 23 gennaio 1920 a Cadolive, nelle Bouches-du-Rhône, figlio di un minatore.
Dopo aver completato gli studi secondari, superò con successo i test di selezione per la scuola di pilotaggio di Istres e nel 1938 iniziò il suo apprendistato presso la scuola Caudron di Ambérieu-en-Bugey, ottenendo il brevetto di pilota il 13 aprile 1939. Sottufficiale in servizio attivo nell'Armée de l'air continuò la sua specializzazione di pilota da caccia a Istres fino all'inizio del 1940, in piena seconda guerra mondiale. Il suo gruppo caccia fu trasferito in Nord Africa nel maggio 1940. Di stanza a Nouvion in Algeria, un aeroporto situato a un centinaio di chilometri da Orano, al termine della battaglia di Francia venne annunciato l'armistizio con la Germania nazista, ed egli decise di continuare a combattere.  
Il 26 giugno 1940 decollò da Nouvion diretto ad Orano a bordo di un aereo da collegamento Caudron Simoun con due compagni a bordo. Invece di raggiungere Orano fece rotta per Gibilterra per unirsi agli inglesi. Cercò di atterrare all'ippodromo, ma la contraerea spagnola colpì il velivolo che fu costretto ad atterrare sulla spiaggia. I tre aviatori furono fatti prigionieri dagli spagnoli che li consegnarono ai francesi a Madrid per il successivo rimpatrio in Francia. Il 6 agosto 1940, grazie al segretario dell'addetto militare dell'ambasciata francese che fornì loro documenti falsi, lasciò clandestinamente Madrid giungendo a Barcellona dove fu accolto dal console britannico. Egli e i suoi compagni arrivarono poi a Gibilterra, un mese e mezzo dopo la loro partenza, si imbarcarono su una arrivando successivamente in Gran Bretagna, in piena battaglia d'Inghilterra il 3 settembre 1940, unendosi alla forze della Francia Libera. Questo equipaggio fu il primo a lasciare il Nord Africa per Gibilterra.
A Londra venne inviato a seguire un corso di addestramento alla British Flying Training School di Odiham e poi all'Operational Training Unit (OTU) di Debben.  Quando vi arrivò aveva al suo attivo 250 ore di volo. Nell'agosto del 1941 venne assegnato al No. 253 RAF Squadron da caccia notturna, equipaggiato con gli Hawker Hurricane e schierato nella isole Orcadi a protezione della base navale di Scapa Flow.
Nel 1942 fu assegnato al Groupe de chasse n° 3 "Normandie" delle Forces aériennes françaises libres al momento della sua costituzione, e partì nell'agosto del 1942 per l'Unione Sovietica, dove arrivò il 28 novembre con il primo contingente del Groupe de chasse n° 3 "Normandie". 
Il 22 marzo 1943, dopo tre mesi di addestramento sugli Yakovlev Yak-7 a Ivanovo, il reparto fu mandato al fronte, assegnato alla 303ª Divisione aerea del generale Georgij Nefiodovič Zakharov a Polotniani-Zavod (50 km a sud-ovest di Mosca).
Partecipò alle campagne di Orel, Briansk, Smolensk e Niemen fino al dicembre 1944. Nel luglio 1943 effettuò dodici missioni di guerra e abbatté due aerei nemici. Il 30 e 31 agosto abbatté altri due aerei e ne danneggiò un altro. Il 14 settembre 1943 ottenne la sua quinta vittoria in un combattimento aereo nel corso di una missione di protezione di bombardieri russi dietro le linee nemiche. Cinque giorni dopo, il 22 settembre 1943, abbatté un altro Junkers Ju 87 Stuka e altri due, durante la stessa missione per coprire l'offensiva su Smolensk. Nel 1944 prese parte alle operazioni di Vitebsk, Orsha, Beresina, Minsk, Vilna e Prussia orientale, portando a termine venticinque missioni offensive, tra cui cinque di scorta ai bombardieri in territorio nemico.
Il 18 ottobre 1944 ottenne la sua decima vittoria ufficiale abbattendo un cacciabombardiere Henschel Hs 129 sulla Prussia orientale. Una settimana dopo intercettò un formazione di cacciabombardieri tedeschi e ottenne la sua undicesima vittoria, a cui se ne aggiunsero quattro probabili.
Tra settembre 1941 e dicembre 1944 effettuò 205 missioni, per un totale di 196 ore di volo in tempo di guerra e ottenne 10 encomi dell'Armée de l'air.
Dopo la fine della guerra continuò la sua carriera militare; nell'aprile del 1947 fu nominato capitano e assunse il comando di una squadriglia del Gruppo "Normandie-Niemen" a Rabat, prima di essere assegnato allo Stato maggiore della 5ª Regione aerea ad Algeri.
Nel 1949 comandò una squadriglia e poi la divisione di istruzione al volo della Scuola di volo di Meknès; nel 1952 venne assegnato alla base aerea di Cazaux.
Nel 1954 fu secondo in comando dell'11emé Escadre de chasse a Luxeuil e poi, due anni dopo, fondò e comandò la 13emé Escadre de chasse a Lahr e Colmar. Fu promosso tenente colonnello nel 1956. Dal 1958 al 1963 comandante di varie unità di difesa aerea del 1° CATAC.
Dal 1963 al 1965 fu comandante del centro operativo del settore interalleato n. 4, a Drachenbronn-Birlenbach (Basso Reno). In questa posizione, presiedette lo sviluppo operativo del sistema di controllo aereo STRIDA, ricevendo numerosi elogi dal comando interalleato. 
Successivamente, dal 1965 al 1970, è stato revisore dei conti presso il NATO Defense College, il Centro di alti studi militari (CHEM), l'Istituto di alti studi della difesa nazionale (IHEDN) e diresse il Centro della difesa aerea nazionale a Taverny. Il 31 marzo 1970 fu promosso generale di brigata aerea e lasciò l'aeronautica militare un anno dopo, posto in posizione di riserva.
Morì il 24 novembre 2005 nella sua città natale di Cadolive, dove venne sepolto.

### Annotazioni
1. ↑  Joseph Risso fu uno dei primi 14 piloti a prendere parte alle operazioni aeree sul fronte russo con il primo contingente del Normandie-Niemen. Solo tre di questi primi piloti sopravvissero alla guerra.

### Fonti
1. 1 2 3 4 5 6 7 8 9 10 11 12 13 14 15 16 17 18 19 20 21 22 23 24 25 26 27 28 29 30 31 32 33 34 35  Ordre de la Liberation.
2. 1 2 3 4  Francais Libres, ab.
3. 1 2 3 4 5 6  Le Monde.
4. ↑  Albin Denis.
5. 1 2  World Naval Ships.